# Louise Gezelle
Louise Gezelle (volledige naam: Maria Catharina Ludovica Gislena Gezelle) (Brugge, 22 januari 1834 - Steenbrugge, 12 februari 1909) is de moeder van Stijn Streuvels en de oudste zus van Guido Gezelle. Ze geniet bekendheid vanwege haar invloed op het literaire werk van Stijn Streuvels en haar briefwisseling met Guido Gezelle en Stijn Streuvels.

## Levensloop
Louise Gezelle werd op 22 januari 1834 geboren in de Rolweg in Brugge, in het huis waar het stedelijk museum Gezellehuis is gevestigd. Haar ouders waren Pieter-Jan Gezelle (1791-1871) en Monica De Vriese (1804-1875). Na jobs als lesgeefster en gouvernante in West-Vlaanderen, werkte ze als naaister in Roubaix, waar ze haar toekomstige echtgenoot Camiel Lateur (1841-1897) leerde kennen. Op 5 juni 1865 huwde ze met Camiel Lateur in Roubaix. Bij het uitbreken van de Frans-Duitse Oorlog keerden ze in de winter van 1870-1871 terug naar België. Eerst woonden ze in Heule, en in 1887 verhuisden ze – tot grote spijt van Louise – naar Avelgem. Ze kregen vier kinderen waaronder Frank Lateur, die later als Stijn Streuvels een bekend auteur werd. Na de dood van haar man verhuisde ze in juli 1905 naar de Vlamingstraat in Brugge, waar ze tweemaal per week seminaristen van het Grootseminarie Brugge ontving voor conversatiemomenten. Op 28 september 1908 verhuisde ze naar haar laatste woonplaats, aan de Baron Ruzettelaan 302 in Assebroek.
Op 12 februari 1909 overleed Louise Gezelle in Brugge. Over haar dood schreef Streuvels: "Toen ik er bij kwam lag zij op haar bed met een uitdrukking op het gelaat, gelijk ik haar nooit gezien had, een uitdrukking van zware ernst, kwaad, gesloten ‑ identiek dezelfde van het masker van haar broer Guido, gelijk ik hem gezien had op zijn sterfbed." Haar uitvaartdienst vond plaats op 17 februari in de Onze-Lieve-Vrouwe-kerk van Assebroek.

## Invloed op Stijn Streuvels
Louise Gezelle is een belangrijke bron geweest voor het autobiografisch getinte werk Kroniek van de familie Gezelle door Stijn Streuvels. Streuvels citeert haar en schrijft uitvoerig over haar en haar invloed op zijn eigen karakter en werk. Louise Gezelle komt ook geregeld voor in de autobiografieën Heule (1941), Avelgem (1946), en – in mindere mate – in Ingooigem I (1951) en Ingooigem II (1957).
Camiel Lateur (1841-1897), de vader van Stijn Streuvels, was ongeletterd. Zijn moeder, daarentegen, was belezen. Streuvels schrijft over haar: “Moeder (…) was welbespraakt, rad van tong (…)."
In de context van de Schoolstrijd haalde de katholieke Louise Gezelle haar zoon Stijn Streuvels uit de gemeenteschool en hield ze haar zoon thuis tot een nieuw schoolgebouw voor het vrije onderwijs werd opengesteld. Die ervaring en de Schoolstrijd hebben een sterke indruk achtergelaten op Streuvels en vormen mee de achtergrond van zijn vroege werk.

## Invloed op Guido Gezelle

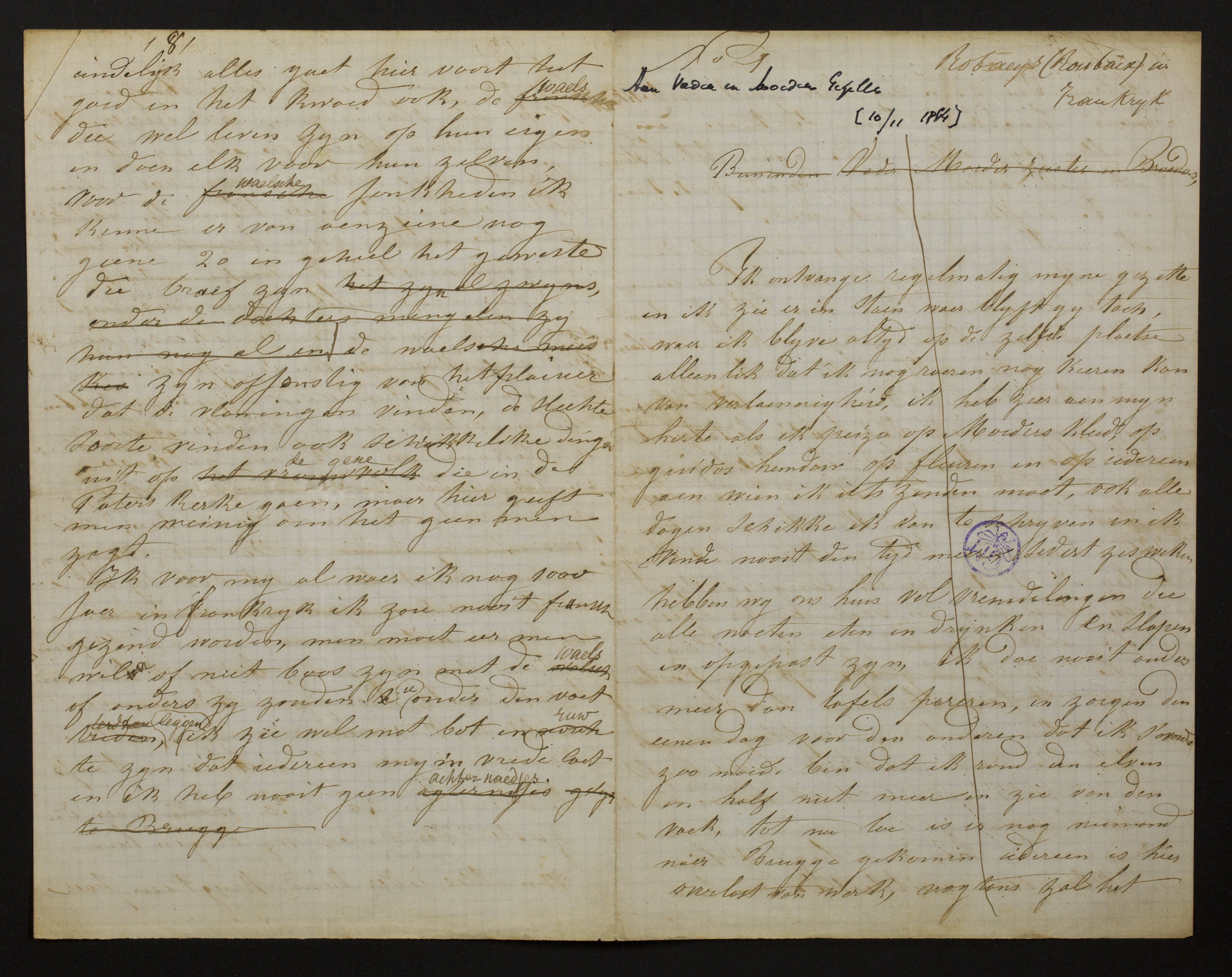
Brief geschreven door Louise Gezelle aan haar familie. Geschreven op 8 november 1864. Deze brief werd door Guido Gezelle gepubliceerd in 't Jaer 30. (Brugge, Openbare Bibliotheek, Guido Gezelle Archief, 4660)

Uit de briefwisseling tussen Guido Gezelle en Louise Gezelle blijkt dat zij een geestelijke en intellectuele invloed had op Guido Gezelle. Louise Gezelle stond de jonge leraar Guido bij met de praktische zaken van het leven. Zo controleerde ze boeken voor Guido Gezelle wanneer hij aan het begin van zijn carrière leraar is aan het Klein Seminarie van Roeselare. Ze bemiddelde ook tussen de ouders en hun jongste zoon. Guido Gezelle publiceerde een door hem geredigeerde versie van een brief van Louise Gezelle (gedateerd 8 november 1864) in het katholieke weekblad 't Jaer 30.

## Archieven
Louise Gezelle correspondeerde onder andere met haar broer Guido Gezelle en haar zoon Frank Lateur (Stijn Streuvels). Van deze briefwisselingen zijn 71 brieven overgeleverd, die worden bewaard in de erfgoedcollecties van de Openbare Bibliotheek Brugge en het Letterenhuis in Antwerpen. De collectie brieven is een belangrijke bron voor de sociale geschiedenis van de periode. Ze werden deels uitgegeven in Frank Baur, Jubileumuitgave van Guido Gezelle’s volledige werken. Brieven van, aan en over Gezelle. S.l.: Standaard Boekhandel, 1939. Een herziene editie, met online publicatie en contextualisering, maakt deel uit van de doelstellingen van het Vlaamse subsidieproject Vrouwen van Papier van het Archief Guido Gezelle.

## Trivia

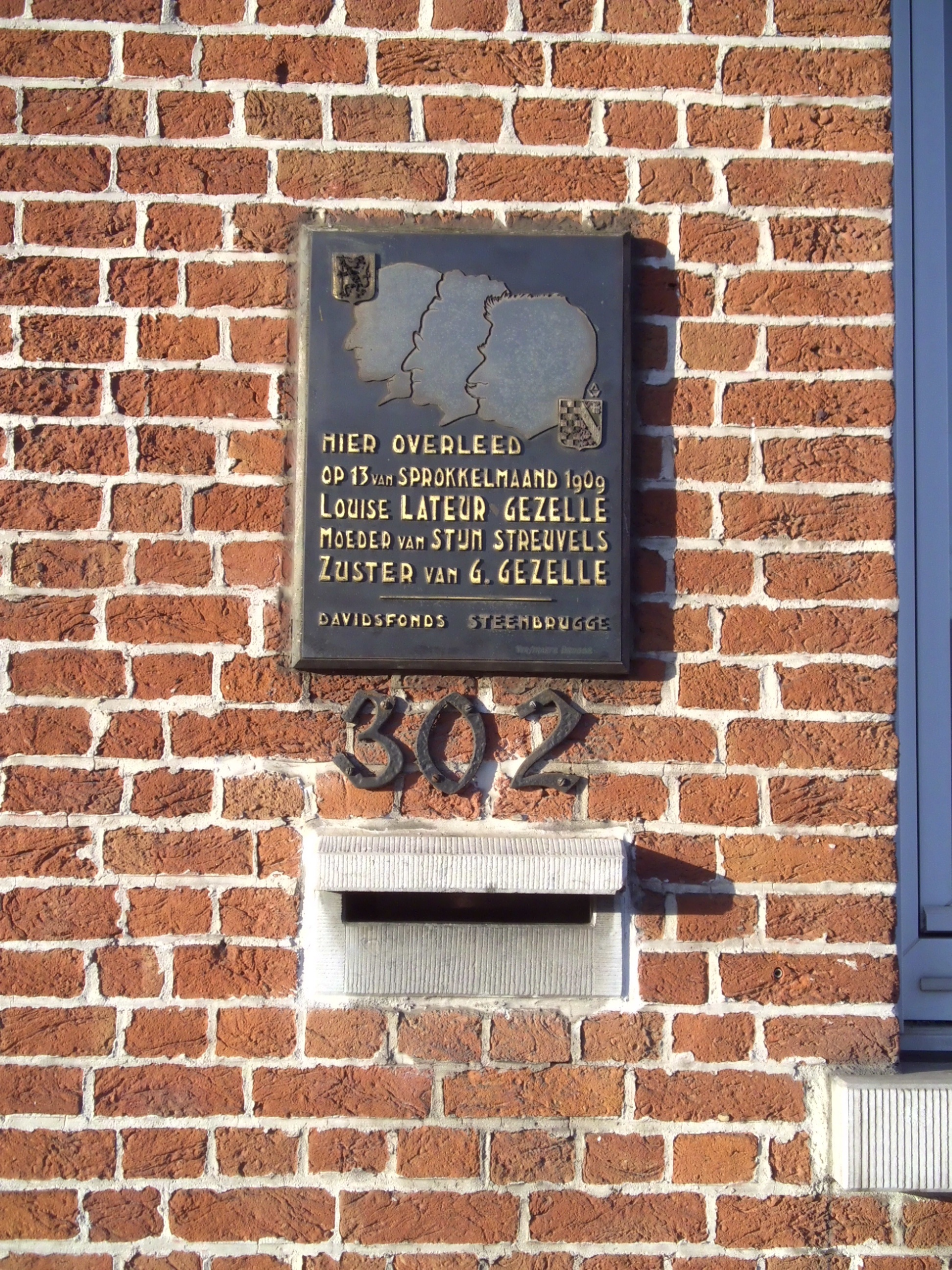
Gedenksteen op de gevel van het sterfhuis van Louise Gezelle in Assebroek.

- In de gevel van het sterfhuis (Baron Ruzettelaan, 302 Assebroek-Brugge) van Louise Gezelle werd een gedenksteen aangebracht door het Davidsfonds van Steenbrugge. De gedenksteen werd plechtig onthuld op 30 maart 1959. De tekst op de steen leest: “Hier overleed op 13 van Sprokkelmaand 1909 Louise Lateur Gezelle, moeder van Stijn Streuvels, zuster van Guido Gezelle. "Davidsfonds Steenbrugge." De gedenkplaat werd ontworpen door Armand Willems en werd uitgevoerd door 'Het Gouden Kruis' in Brugge en kostte 4106 Belgische frank.[1] De onthulling werd voorafgegaan door pontificale mis voorgedragen door Isidoor Lambrecht, abt van de benedictijnenabdij van Steenbrugge, die werd bijgewoond door lokale prominenten zoals burgemeester Michel Van Maele. Na de plechtigheid volgde in het Parochiaal Centrum een lezing door André Demedts.[1]
- Frank Lateur (Stijn Streuvels) maakte foto’s van zijn moeder en haar sterfmonument.[15] Daarnaast zijn er nog foto’s en glasnegatieven overgeleverd van Louise Gezelle door andere fotografen. De meeste hiervan zijn eigendom van de Vlaamse Gemeenschap en worden bewaard in het Letterenhuis in Antwerpen.[16]
- Naast haar broer Guido Gezelle en haar zoon Frank Lateur (Stijn Streuvels) genoot ook haar broer Romain (Brugge, 13.01.1832 – Brugge, 01.01.1899), een zekere bekendheid, en wel als vuurwerkmaker te Brugge.[17]

## Fotogalerij

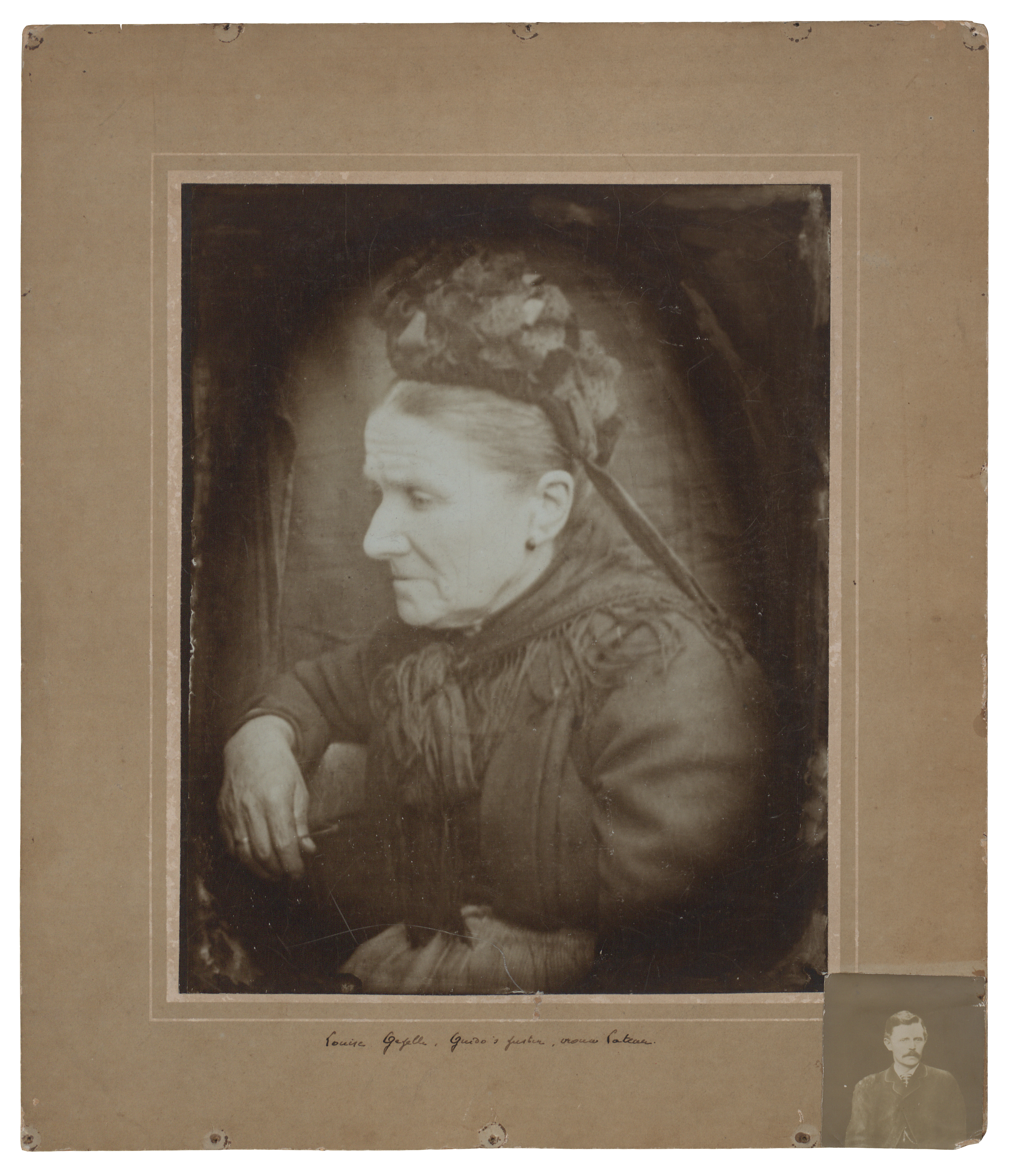
Louise Gezelle. Foto zonder datum. (Brugge, Openbare Bibliotheek, GGA 9286 F)
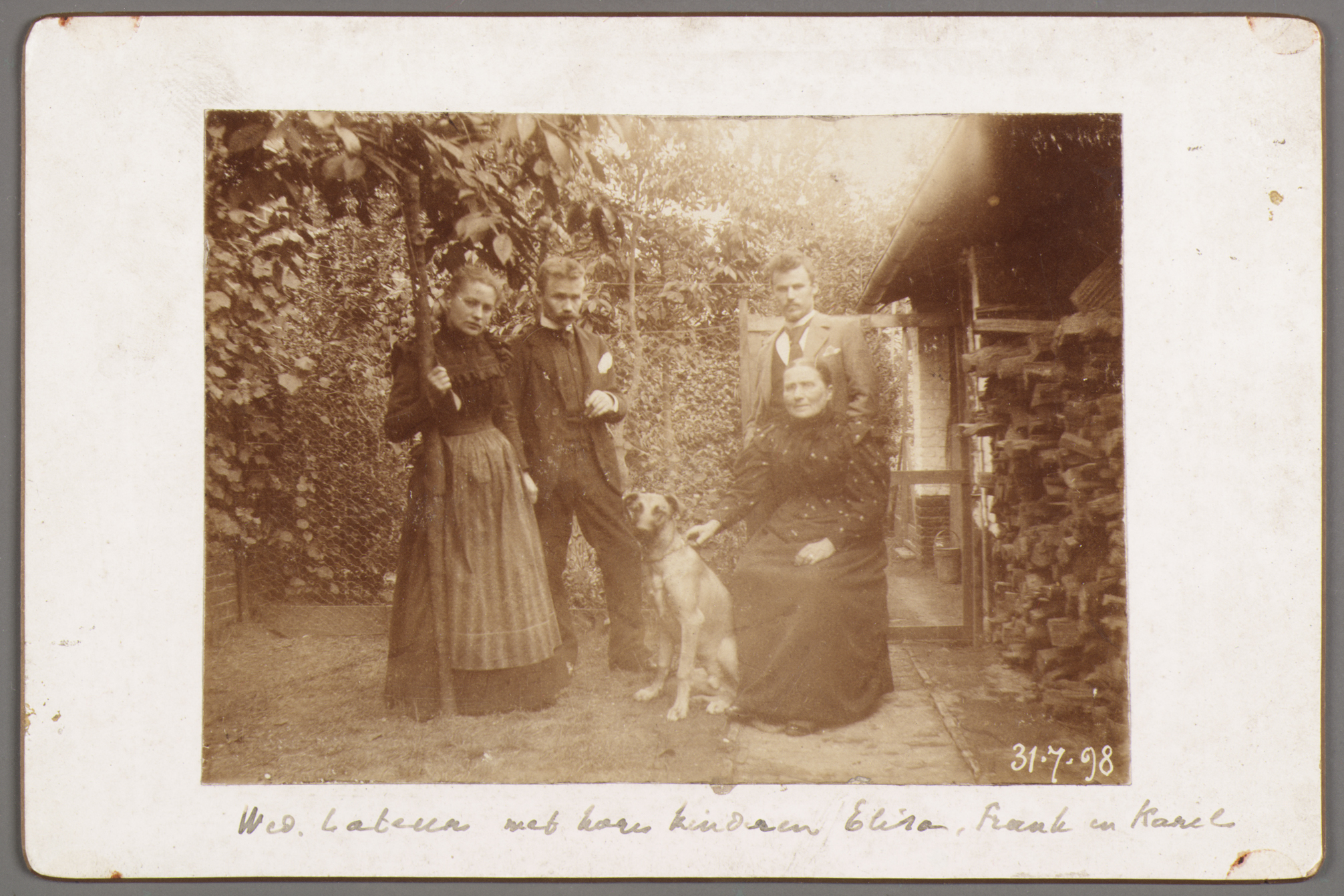
Louise Gezelle met haar kinderen, v.l.n.r.: Elisa Lateur, Stijn Streuvels en Karel Lateur. Foto gemaakt op 31/07/1898. (Brugge, Openbare Bibliotheek, GGA 8942 F)
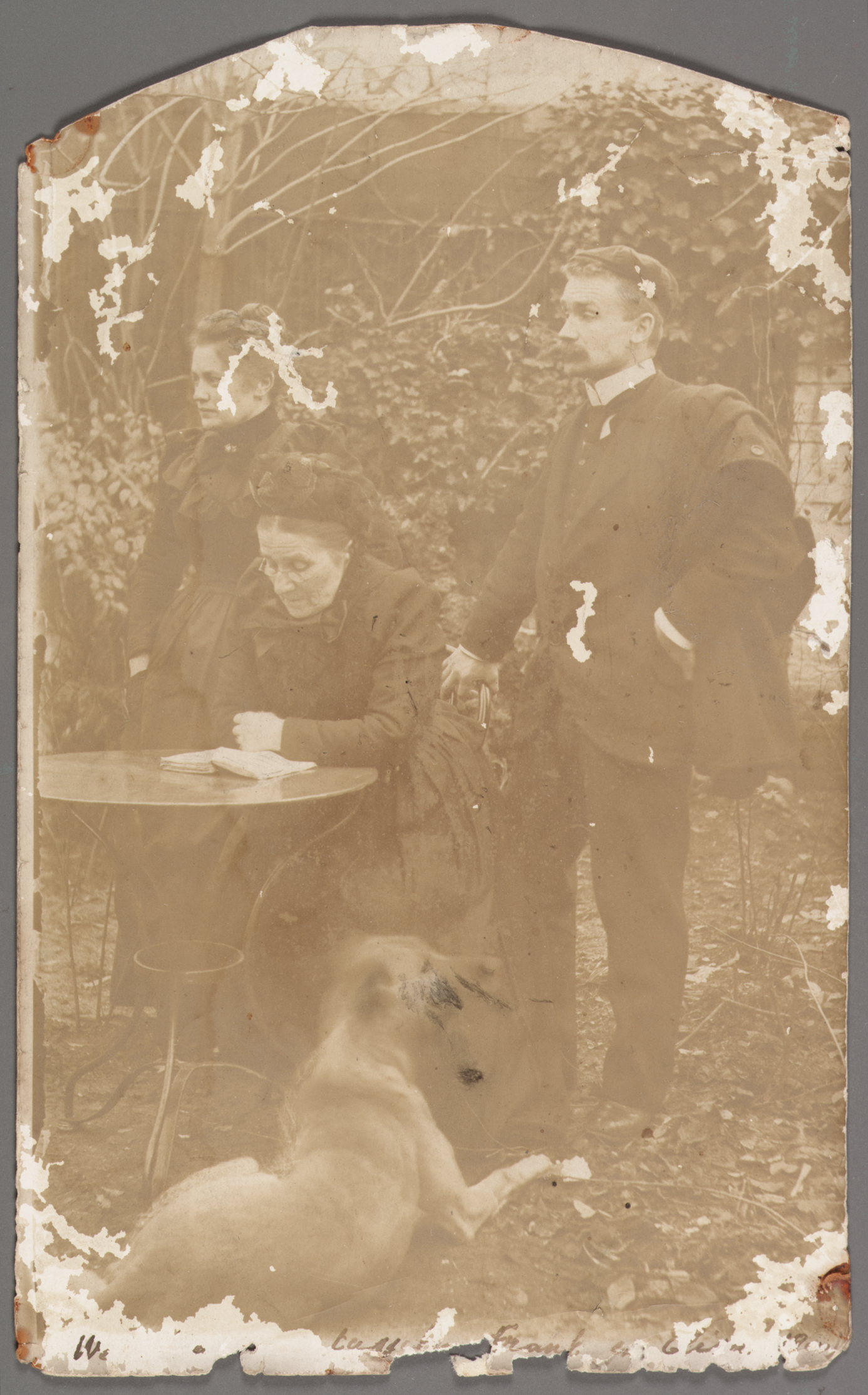
Louise Gezelle in de tuin, tussen haar kinderen Stijn Streuvels en Elisa Lateur. Foto gemaakt in 1900. (Brugge, Openbare Bibliotheek, GGA 8950 F)